# Libočany (przystanek kolejowy)
Libočany – przystanek kolejowy w miejscowości Libočany, w kraju usteckim, w Czechach. Położony jest na wysokości 220 m n.p.m.
Na przystanku nie ma możliwości zakupu biletów, a obsługa podróżnych odbywa się w pociągu. 

## Linie kolejowe
- 160 Plzeň - Žatec